# Inkunabel

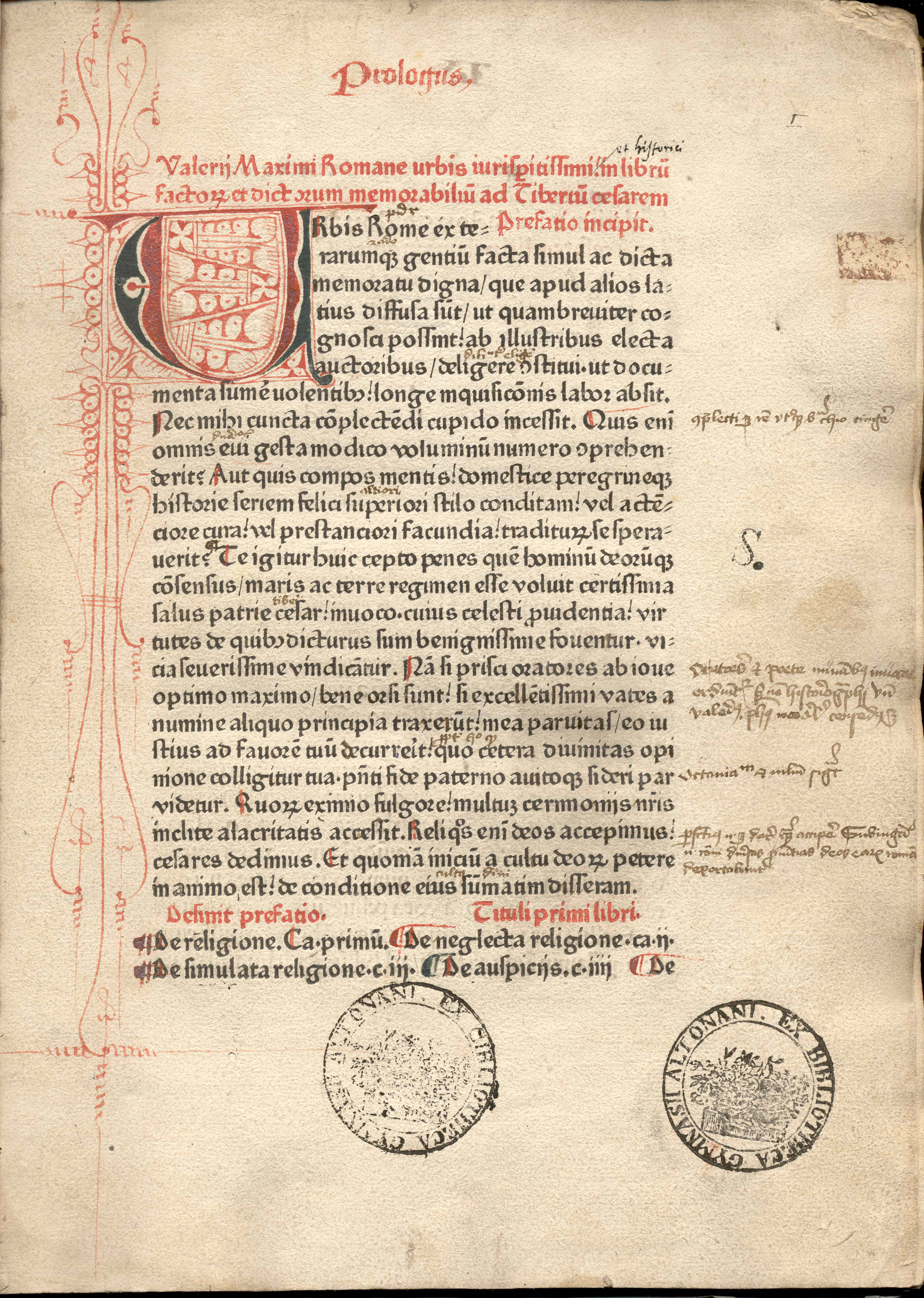
Valerius Maximus, gedruckt in Mainz von Peter Schöffer, 18. Juli 1471

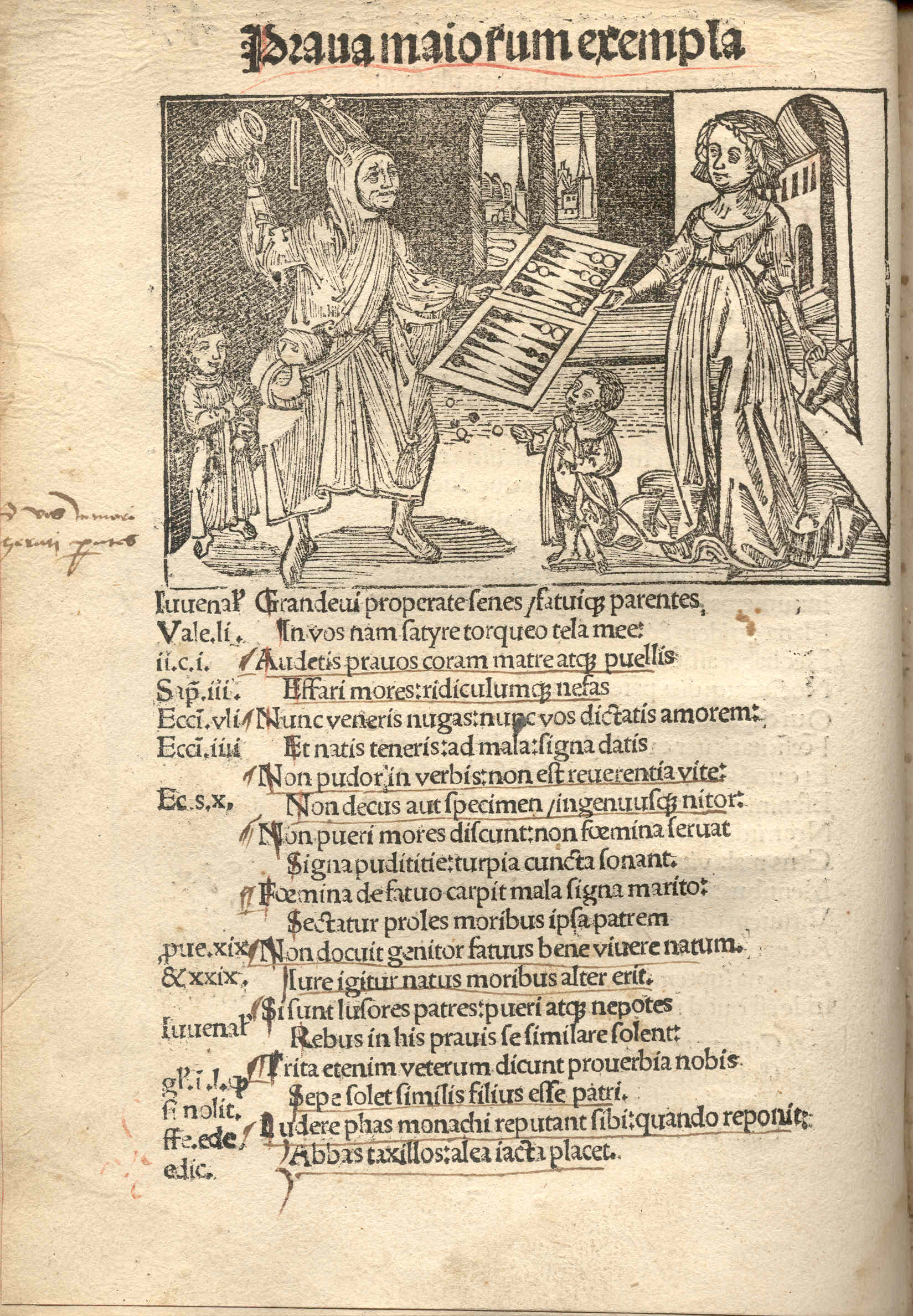
Sebastian Brant: Stultifera Navis, per Jacobum Locher in latinum traducta. Gedruckt in Straßburg von Johann Grüninger, 1. Juni 1497, fol. 47v

Als Inkunabeln (von lateinisch incunabula für „Windeln, Wiege“) oder Wiegendrucke werden die mit beweglichen Lettern in der Frühzeit des Buchdrucks gedruckten Werke zwischen der Fertigstellung der Gutenberg-Bibel im Jahr 1454 und dem 31. Dezember 1500 bezeichnet.
Wiegendrucke waren in Format, Typografie und Illustration zunächst vom Erscheinungsbild mittelalterlicher Handschriften geprägt, das sich mit der technischen und ökonomischen Entwicklung seit Beginn des 16. Jahrhunderts zum modernen Buchdruck wandelte. Ihre Herstellung erfolgte durch namentlich genannte Drucker, die ihre Produkte selbst (später auch durch Buchführer) vertrieben. Inkunabeln sind Zeugnisse für den Beginn der technisch gestützten Verbreitung von Schriftgut in Europa und ein wertvolles Kulturgut.
Die Zahl der weltweit erhaltenen Inkunabeln wird auf rund 28.500 Werke mit einer Gesamtzahl von etwa 550.000 Exemplaren geschätzt. Buchdruckwerke aus dem anschließenden frühen 16. Jahrhundert werden bisweilen als Postinkunabeln oder Frühdrucke bezeichnet.

## Zum Begriff
Die Beschränkung, nur bis zum 31. Dezember 1500 erschienene Druckwerke als „Inkunabeln“ zu bezeichnen, ist eine auf älteren Verzeichnissen basierende Konvention der Buch- und Bibliothekswissenschaft des 20. Jahrhunderts, um eine Übersicht über die Bestände zu gewährleisten. Völlig willkürlich ist diese Übereinkunft indes nicht, denn im ersten Jahrzehnt des 16. Jahrhunderts gewannen Typografie und Satz deutlich an technischem Raffinement, auch wenn in dieser Zeit noch zahlreiche Drucke hergestellt wurden, die das Erscheinungsbild früherer Dekaden aufwiesen.
Die metaphorische Bezeichnung „Inkunabel“ für ein Druckwerk weist auf die Frühzeit des Buchdrucks hin, als ein Druckwerk und seine Herstellung noch gleichsam in der Wiege und in den Windeln lagen. Nachgewiesen ist der Begriff zunächst in der zwischen 1640 und 1657 entstandenen handschriftlichen Bibliografie Antiquarum impressionum a primaeva artis typographicae origine et inventione ad usque annum secularem MD deductio des Bernhard von Mallinckrodt. Der deutschen Bezeichnung Wiegendruck werden im Grimm’schen Wörterbuch zwei weitere Bücherverzeichnisse aus dem 17. Jahrhundert als Quelle zugeschrieben. Im frühen 19. Jahrhundert wurde der Begriff zunächst von Sammlern, später auch von der Forschung als Fachterminus eingeführt und ist seither international (in einigen Sprachen auch in der lateinischen Fassung) in der Buchwissenschaft und in der Inkunabelforschung etabliert.
In Anlehnung an den bibliothekswissenschaftlichen Begriff wurden in jüngerer Zeit gelegentlich frühe Zeugnisse der druckgrafischen Künste, die in unterschiedlichen technischen Verfahren wie Holzschnitt, Kupferstich, Radierung und Lithografie hergestellt worden waren, ebenfalls als Inkunabeln bezeichnet, als Erstlinge der jeweiligen grafischen Technik.
Neben den Begriffen Inkunabel, Wiegendruck und Frühdruck ist in der Fachliteratur vor allem für die ersten, vom Verfasser selbst herausgegebenen Werke auch die Bezeichnung Urdruck zu finden.

## Vorläufer

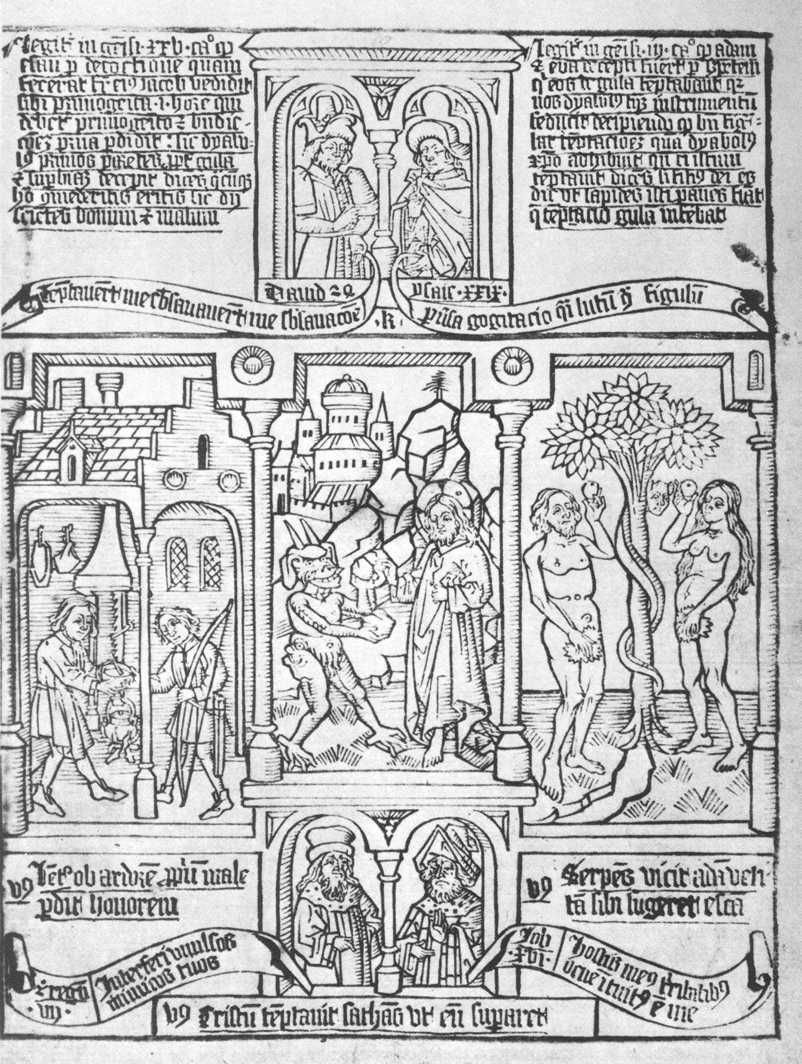
Die Hälfte eines als Doppelseite angefertigten Drucks aus einem Blockbuch: Biblia Pauperum, 15. Jh. (National Gallery of Art, Washington)

Seit 1400 waren Hochdruckverfahren in Deutschland bekannt; die von Hand betriebene Druckerpresse für den Druck z. B. von Spielkarten und Einblattdrucken existierte Mitte des 15. Jahrhunderts bereits. Es entstanden Blockbücher, in denen die Doppelseiten komplett mit Bild und Text aus dem jeweiligen hölzernen Druckstock geschnitten wurden und die einseitig bedruckten Blätter hernach, in der Mitte gefalzt, zum Umblättern gegeneinandergelegt und zusammengeheftet werden konnten. Auf Blockbuchseiten herrschten die Bilder vor; der Negativ-Schnitt der Buchstaben war schwierig, meistens wurde der Text von Hand eingefügt. Der Druckstock aus Holz erlaubte nur eine vergleichsweise geringe Auflage.
Aus China und Korea war im Mittelalter mit dem Weg über den arabischsprachigen Raum die Kunst des Papiermachens nach Europa gelangt. Im 11. Jahrhundert hatte man sich in China mit dem Druck in einzelnen Schriftzeichen versucht in einem Verfahren, das allerdings sehr dünnes Papier erforderte, deshalb nur den einseitigen Druck erlaubte und sich nicht durchsetzte. Nachdem die Papierherstellung in Europa im 15. Jahrhundert ihren Siegeszug angetreten und begonnen hatte, das teure Pergament unaufhaltsam zu verdrängen, hatte sie damit auch der technischen Vervielfältigung die Basis geliefert. Die Leistung von Johannes Gutenberg, der als Erfinder des Buchdrucks in Europa gilt, bestand in der Entwicklung eines Handgießinstruments und einer Legierung zur Produktion von einzelnen Lettern aus Metall. 1454 beendete er den Druck einer nach der Anzahl der Zeilen pro Seite sogenannten 42-zeiligen lateinischen Bibel, der „B42“ oder Gutenberg-Bibel; finanziell erfolgreich verwerten konnte er seine Erfindung allerdings nicht.

## Entwicklung
Peter Schöffer, der Gutenberg beim Druck der B42 assistiert hatte, erkannte die Möglichkeiten, die neue Technik der Letternherstellung kommerziell zu nutzen. In Johannes Fust, einem wohlhabenden Mainzer Bürger, fand er einen Mitstreiter, der bereit war, Geld in den Buchdruck zu investieren. Nach dem Mainzer Vorbild verbreitete sich die neue Technik innerhalb von etwa 30 Jahren in ganz Europa, überall entstanden Offizinen genannte Druckwerkstätten mit eigenen Markenzeichen.

### Verbreitung

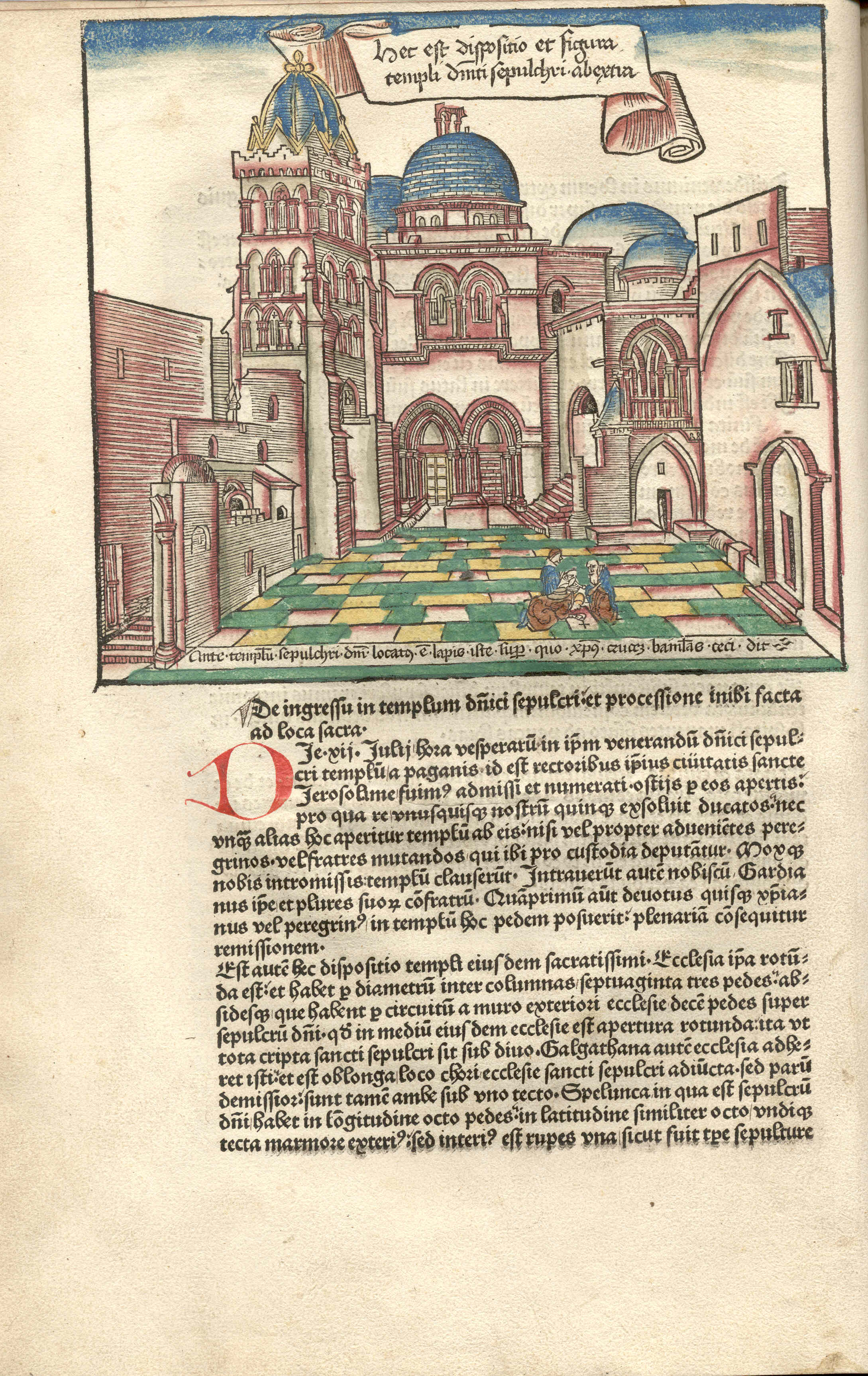
Seite aus dem Reisebuch des Bernhard von Breydenbach: Sanctae peregrinationes, illustriert und gedruckt in Mainz von Erhard Reuwich, 11. Februar 1486

Neben Straßburg, wo Johannes Mentelin um 1458 eine Offizin eröffnet hatte und 1466 die erste Bibel in deutscher Sprache herausgab sowie später in den 1480er Jahren Johann Grüninger die Erfolge der ersten Drucker-Generation fortsetzte, bildeten in den 1460er und 1470er Jahren die Städte Köln, Nürnberg, Bamberg und Augsburg weitere Druckzentren aus. So wirkten in Köln Ulrich Zell aus Hanau und Johann Koelhoff d. Ä., der aus Lübeck stammte. In Nürnberg druckte Anton Koberger seit etwa 1470 erfolgreich; sein Druck der Weltchronik von Hartmann Schedel 1493 ist neben der Gutenberg-Bibel eine der bekanntesten Inkunabeln. In Bamberg, wo Albrecht Pfister von 1460 bis 1464 wirkte, etablierte sich der Druck deutschsprachiger und volkstümlicher Literatur. In Augsburg ließ sich um 1468 Günther Zainer nieder, der das Drucken bei Mentelin in Straßburg erlernt hatte.
In den 1470er Jahren eröffnete Lübeck dem neuen Gewerbe den Zugang zum Ostseeraum; Lucas Brandis, bereits einer Druckerfamilie entstammend, war hier ab 1473 tätig. Leipzig, die spätere deutsche Hauptstadt des Buchdrucks, fand erst spät den Anschluss an die neue Kunst; Marcus Brandis ist in dieser Stadt mit einem ersten Druck 1481 belegt. In Basel widmeten sich die Drucker insbesondere der Verbreitung der Ideen des Humanismus; ab 1477 druckte und vertrat Johann Amerbach die Schriften aus diesem Kreis. Zudem entwickelte sich in Basel die Buchillustration zu einer geschätzten Kunst, zu der auch der junge Dürer beigetragen hat.

### Ökonomie

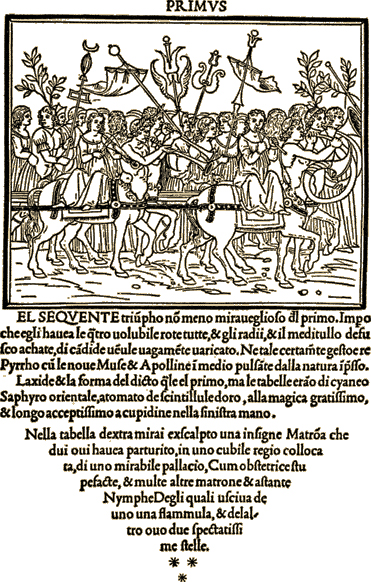
Blatt mit Holzschnitt aus Francesco Colonnas Hypnerotomachia Poliphili, gedruckt von Aldus Manutius in Venedig, 1499

Bis 1480 blieb der Absatz von Druckwerken begrenzt; das städtische Publikum war durchweg nicht in der Lage, die in vergleichsweise kleiner Auflage von 200 bis 250 Stück hergestellten und noch sehr teuren Druckwerke zu erwerben. Zu den sichersten Stützen des jungen Gewerbes zählten daher kirchliche Großaufträge, etwa für Messbücher, wie zum Beispiel das Missale Aboense.
Da die Auflagenerhöhung vom Bedarf abhing, versuchte man sich vielerorts gegen Konkurrenz und Nachdruck mit behördlicherseits erteilten Druckprivilegien zu schützen. Der Beruf des Druckers wurde zum Wanderberuf. Insbesondere in Italien richteten deutsche Drucker Offizinen ein; auch in Frankreich, Spanien und Schweden sind niedergelassene deutsche Drucker im 15. Jahrhundert belegt. Besonders einflussreich wurde der Augsburger Erhard Ratdolt in Venedig, der dort vor allem astronomische und mathematische Werke druckte. Aldus Manutius, der bekannteste italienische Drucker Venedigs, begünstigte ab 1495 mit seiner Aldinen genannten Serie griechischer Klassiker deren Verbreitung auch über Italiens Grenzen hinaus.
Ab 1480 entwickelten sich die Offizinen allmählich zu Großbetrieben, bestehend aus Verlag, Herstellung und Vertrieb, oft verbunden mit einer Buchbinderei; die Auflagenhöhe lag bei 1000 Stück, die Bücher wurden billiger und handlicher. Der für das frühe 16. Jahrhundert bedeutende Basler Drucker Johann Froben, Mitarbeiter in der Amerbachschen Offizin, druckte 1491 eine lateinische Bibel im Taschenformat.

### Inhalte

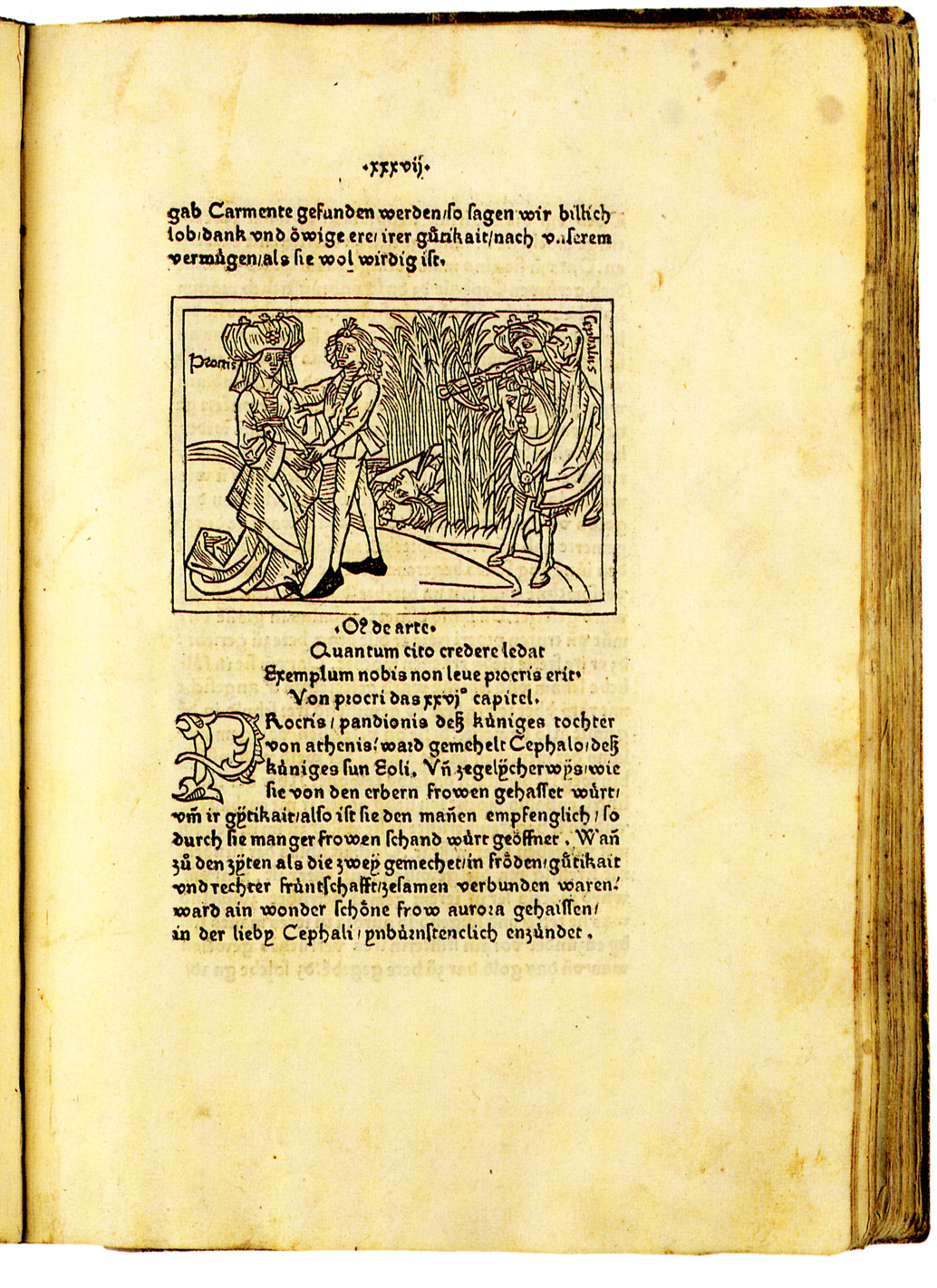
Deutschsprachige Erstausgabe von Boccaccios De claris mulieribus (dt. Übersetzung Von etlichen Frowen von Heinrich Steinhöwel), gedruckt in Ulm von Johann Zainer, nicht vor dem 14. August 1473

Die Inhalte der Drucke folgten der Entwicklung der Offizinen zu Verlagen und Händlern, es entstand die Autorschaft. Neben Bibeln, frommen (und ketzerischen) Schriften, wie Predigten und Briefen, deckte der Buchdruck ab den 1470/80er Jahren bereits die thematische Bandbreite ab, die bis auf den heutigen Tag ihre Leserschaft findet: Gelehrtes (auf Latein, der europäischen lingua franca), Volkstümliches und Landessprachliches, Welt-, Lehr- und Kräuterbücher, Juristisches und Medizinisches, Literarisches von Wolfram bis Boccaccio, Reiseberichte, Satiren und Kalender; in Rom druckte der Ingolstädter Ulrich Han, vermutlich assistiert von dem aus Passau stammenden Stephan Plannck, 1476 den Notensatz eines Missale Romanum. Ottaviano dei Petrucci, Erfinder des Notendrucks mit beweglichen Lettern, gilt als erster bedeutender Musikverleger.
Mit zunehmender Produktion folgte der Buchdruck nicht mehr nur dem durch Auftraggeber bestimmten Lesebedürfnis, sondern begann es durch die Aussicht auf Neuheiten auch zu wecken. Damit jedoch war ein beträchtliches unternehmerisches Risiko verbunden. Durchaus nicht alle Offizinen vermochten es auch zu tragen, wie zum Beispiel der Betrieb von Johann Zainer in Ulm, einem Verwandten des Augsburger Druckers, der sich hoch verschuldete.

### Handschriften

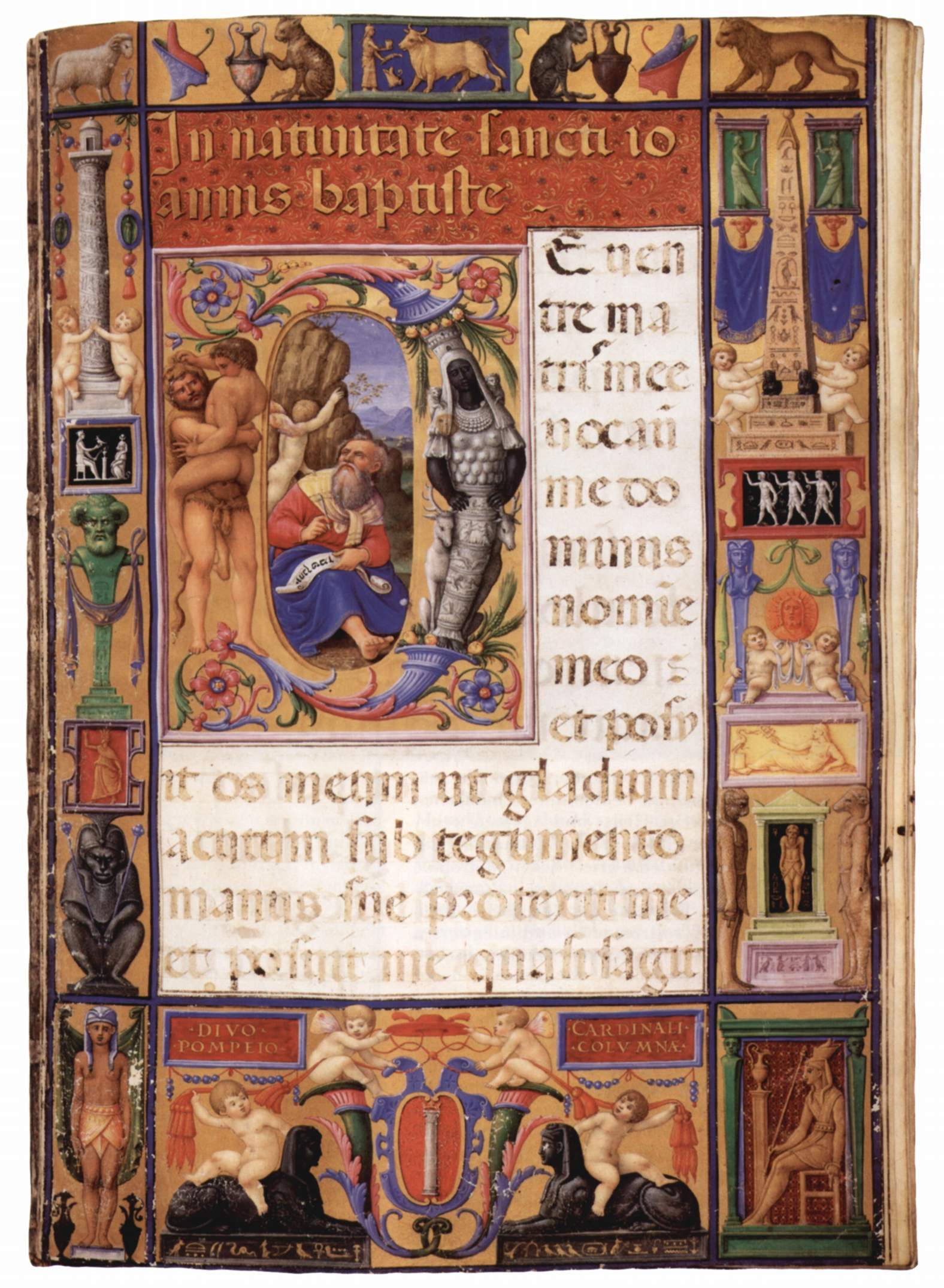
Buchmalerei: Missale, italienisch, 1532

Die klerikalen Kreise blieben durchweg in ganz Europa der Entwicklung des Buchdrucks gegenüber vorerst skeptisch; sie richteten eigene Offizinen nur zögerlich ein, wie zum Beispiel in den Klöstern St. Ulrich und Afra in Augsburg oder in Blaubeuren, und gaben weiterhin in den Skriptorien Handschriften in Auftrag. Die Schreiberwerkstätten vermochten sich zunächst noch der jungen Buchdruckerkunst gegenüber zu behaupten, indem sie neben den kirchlichen Auftraggebern die an bekannter Literatur interessierten Käufer mit Manuskripten zu erreichen versuchten, die rasch und mit sicherer Hand von professionellen Zeichnern illustriert wurden. Zum Beispiel gelang es der bis in die 1470er Jahre belegten Werkstatt von Diebold Lauber im elsässischen Hagenau auf Vorrat zu produzieren und eine Zeit lang mit den Verkaufsstrategien der Drucker zu konkurrieren.
Der unaufhaltsame Siegeszug des Buchdrucks führte die Handschriftenproduktion in Europa zu einer letzten großen Blüte, und zwar in der Buchmalerei. Wie in den Stundenbüchern, Brevieren und Erbauungsbüchern erklärte die Malerei auch in liturgischen Handschriften den Text zu einer Marginalie, zu einem Teil des Bildes. Die Buchmalerei des späten 15. und des frühen 16. Jahrhunderts lieferte einem exklusiven Publikum die große Tafelmalerei der Renaissance en miniature.

### Typografie und Satz

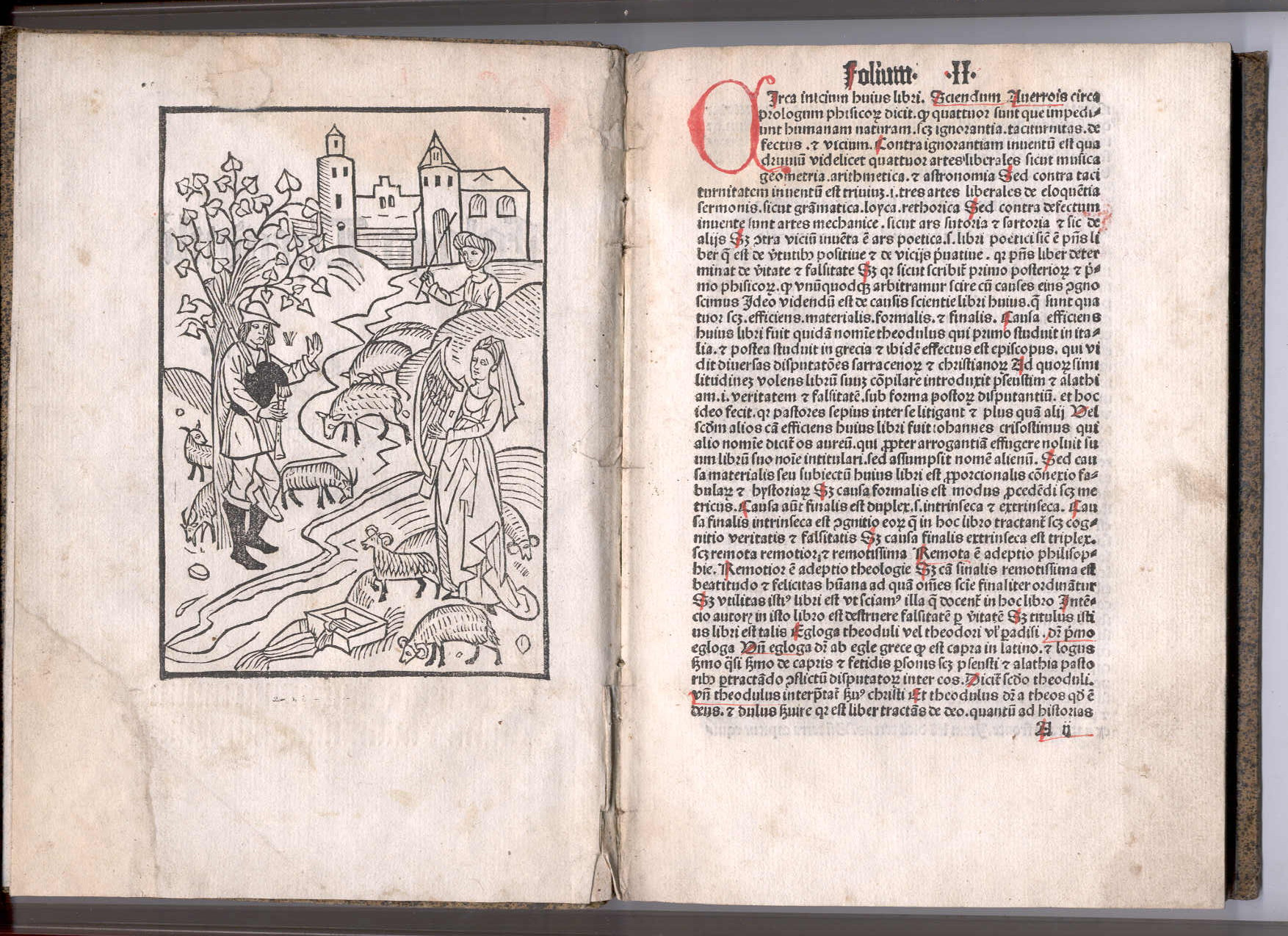
Theodulus, Ecloga, gedruckt von Konrad Kachelofen in Leipzig, 1492: Incipit

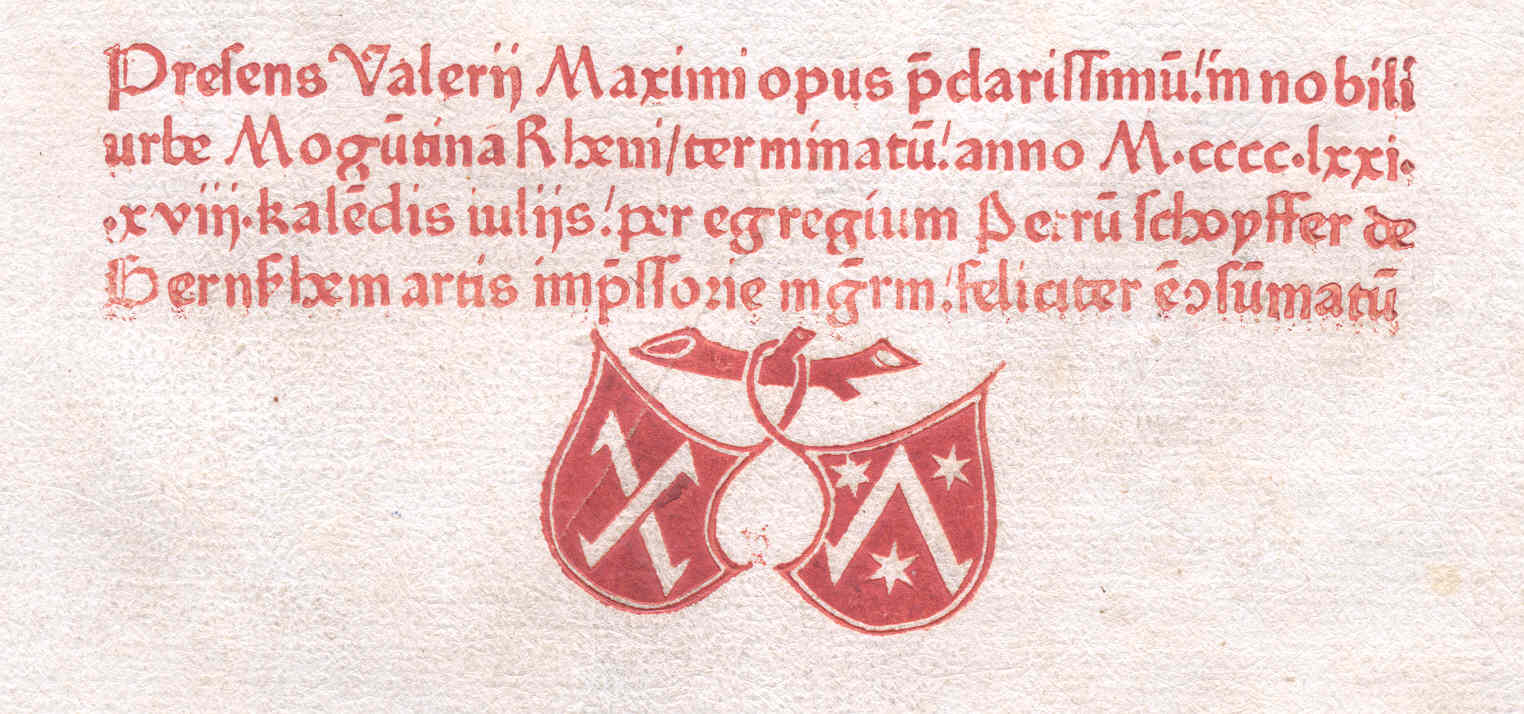
Valerius Maximus, gedruckt in Mainz von Peter Schöffer, 18. Juli 1471: Kolophon mit Druckvermerk und Druckermarke

Ziel und Aufgabe des Druckers war es, den Text als Block in einem einheitlichen Satzspiegel erscheinen zu lassen; ihm standen dafür nach dem Vorbild mittelalterlicher Manuskripte gegossene Ligaturen und Abbreviaturen, das sind Buchstaben mit z. B. Tilden oder anderen Zeichen, die zur Abkürzung von u. a. häufig vorkommenden Flexionsendungen im Lateinischen dienten, ebenso zur Verfügung wie in verschiedenen Breiten gegossene Lettern, um die Zeilen in einen einheitlichen und ausgeglichenen Absatz bringen zu können. Gutenberg hatte beispielsweise für seine B42 insgesamt 290 verschiedene Lettern angefertigt. Dem gewohnten Erscheinungsbild von Handschriften entsprechend wurden die Initialen nicht gedruckt, sondern später von Hand gemalt und geschmückt, die Versalien zum Teil ebenfalls mit der Hand nachgetragen und der gedruckte Text in wechselnd Rot und Blau (oder nur in Rot) rubriziert. Illustrationen wurden als Holzschnitte in den Satz eingebaut, die Druckstöcke der Holzschnitte konnten weiter verwendet werden. Zuweilen wurden sie durch gesonderte Schmuckleisten dem Satzspiegel angepasst; Kolorierungen wurden im fertigen Druck einzeln von Hand ausgeführt.
Die Drucke hatten keine Titelseiten, der Verfasser und sein Gegenstand tauchten in den einleitenden Sätzen, dem Incipit, auf. Der Drucker setzte am Ende des Werkes als Explicit den Kolophon, einen Vermerk mit seinem Namen, dem Ort und dem Datum seiner Arbeit, und schloss den Druck mit seiner Marke ab.
Die Typografie orientierte sich in Deutschland zunächst an dem den Lesern vertrauten Schriftbild der Manuskripte. Ab etwa 1470 wurde diese Anlehnung zunehmend aufgegeben. In Augsburg entstand um 1472 mit der Schwabacher die bis in die Mitte des 16. Jahrhunderts in Deutschland vorherrschende Druckschrift. Adolf Rusch, Schwiegersohn Johannes Mentelins und den Ideen des Humanismus zugeneigt, führte 1474 mit dem Druck des Rationale divinorum officiorum die Antiqua-Type nördlich der Alpen ein; Erhard Ratdolt, der 1486 aus Venedig nach Augsburg zurückgekehrt war, druckte dort ein erstes Schriftmusterblatt einer Antiqua. Zu Beginn des 16. Jahrhunderts setzte sich mit den von Kaiser Maximilian I. beförderten Drucken allerdings mit der Theuerdank eine Frakturschrift durch. Die Buchstaben hatten jedoch bereits zuvor, im Vergleich zu Gutenbergs Lettern oder zur Theuerdank, begonnen, zunehmend schlanker zu werden und sich zu weiten zugunsten eines stärkeren Weiß-Anteils und damit einer Aufhellung des Satzbildes, das auch bei kleinerer Schriftgröße gut lesbar blieb. Auf farbige Rubrizierungen wurde zunehmend verzichtet, ornamentierte Initialen erschienen nunmehr gedruckt.

### Kennzeichnung
Viele Inkunabeln enthalten keine Informationen zu ihrer Produktion, wie sie heute im Impressum verfügbar sind. Rund die Hälfte aller Inkunabeln hat nur unvollständige Angaben zu Drucker, Druckort oder -datum, die Exemplare sind „teil“- oder „unfirmiert“. Zur Bestimmung müssen deshalb andere Daten genutzt werden, wie zum Beispiel die verwendeten Typen, die im „Digitalen Typenrepertorium“ erfasst werden. Da die Drucker ihr typographisches Material meist selbst herstellten, lässt sich über individuelle Merkmale eine Zuordnung der Offizin vornehmen.

### Einbände des 15. Jahrhunderts

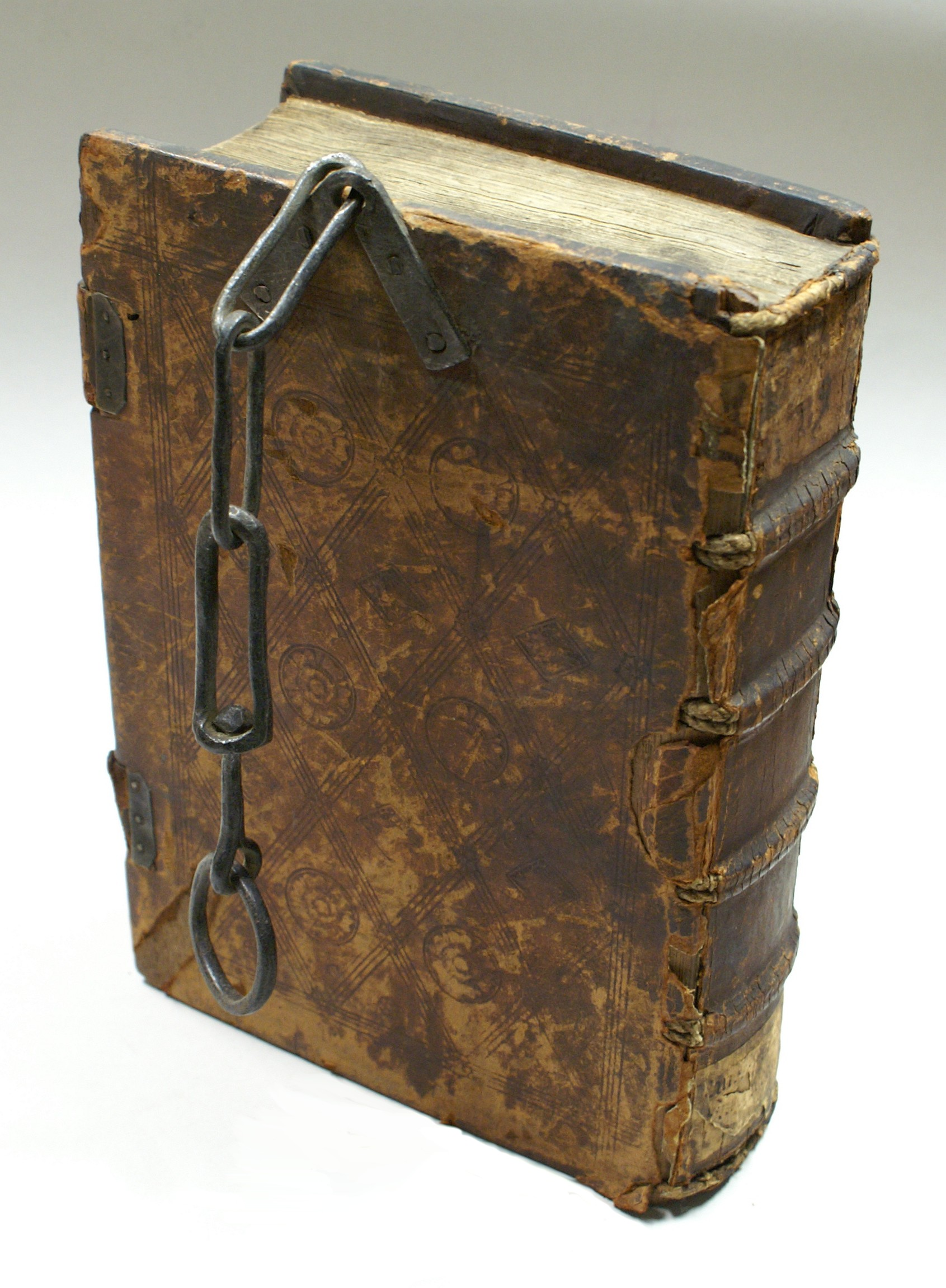
Einband 16. Jh.: Kettenbuch, darin drei Inkunabeln zusammengebunden

Auch wenn häufig eine Buchbinderwerkstatt mit der Druckerei verbunden war, wurden Drucke überwiegend als Bogen ungebunden gelagert, in Tonnen versandt und erst vom Käufer am Absatzort gebunden. Dafür gab es verschiedene Logistikzentren, wie zum Beispiel Lübeck für den Ostseeraum. Der zunehmende Vertrieb an Drucken führte bei den Kunden in ganz Europa oft erst um 1500 und im frühen 16. Jahrhundert zu schützenden, aber teuren Buchdecken, nicht selten von mehreren Drucken in einem Einband.
Die Einbände der Drucke unterschieden sich zunächst nicht von denen der Handschriften. Die Inkunabeln der ersten Jahrzehnte, durchweg im Folio- oder Quartformat gedruckt, bekamen in der Regel eine Buchdecke aus zwei Holzplatten, die mit Leder oder Pergament, den gehefteten Rücken umschließend, bezogen wurden. Leder und Pergament erhielten häufig eine Prägung mit schmückenden Ornamenten, die mit erhitzten Metallstempeln oder -rollen in das feuchte Material gepresst wurden. Die Verzierung mit Metallbeschlägen diente auch als Abstandhalter für das aufliegende Buch, um den Einband zu schonen; Schließen aus Metall oder Leder diente dazu, das Buch in Form zu halten. Häufig ließ man, nicht zuletzt aus Kostengründen, gleich mehrere verschiedene Druckwerke gleichen Formats zusammen einbinden.
Bücher, ob Handschriften oder Drucke, waren im 15. Jahrhundert Kostbarkeiten; an den Leseplätzen in den Klosterbibliotheken wurden sie oft mit einer schweren Kette befestigt, um sie vor dem Herabfallen oder dem unbefugten Entfernen zu schützen. Komplette Kettenbücher sind selten erhalten, da spätere Besitzer diese sperrige und unhandliche Sicherung in der Regel entfernten; gleichwohl zeigen eine ganze Reihe der erhaltenen Originaleinbände noch die Spuren des Kettenanschlags am Rückdeckel.
Im 15. Jahrhundert durchaus noch üblich war der Einband als schon aus dem Mittelalter bekanntes Kopert; das ist ein weicher Umschlag aus Pergament oder Leder, der über der Vorderseite des Buches übereinander geschlagen und am Rücken des gebundenen Druckwerks befestigt war und so das Buch rundherum schützte. Auch Einbände in Form von Beutelbüchern, die eine Tragevorrichtung integriert hatten, wurden vom Besitzer eines Drucks beim Buchbinder in Auftrag gegeben. Mit der Entwicklung des Buchdrucks zu kleineren und billigeren Formaten wurde auch die Buchdecke weniger gewichtig gestaltet; im 16. Jahrhundert setzten sich über Pappe kaschierte Einbände endgültig durch.
Die Sichtung und Erforschung der erhaltenen Einbände, insbesondere auch ihrer Details, wie zum Beispiel der sogenannten Pergamentmakulatur, hat sich im 20. Jahrhundert im Rahmen der Buchwissenschaft auf dem Gebiet der Inkunabelkunde herausgebildet. Viele Originaleinbände wurden wegen schwerer Beschädigung oder aus optischen Gründen noch bis ins 20. Jahrhundert hinein entfernt und die Bindung samt Buchdecke erneuert. Durch diesen radikalen Eingriff gingen oft auch Besitzeinträge und andere Zeichen, die die Erforschung der Provenienz eines Buches ermöglichen, verloren. Die vorhandenen Bestände werden in der noch relativ jungen Einbandforschung erfasst und in der Einbanddatenbank verzeichnet; mit Hilfe der dort angebotenen Durchreibungen können Einbände den einzelnen Buchbinder-Werkstätten zugeordnet werden.

## Nachfolger

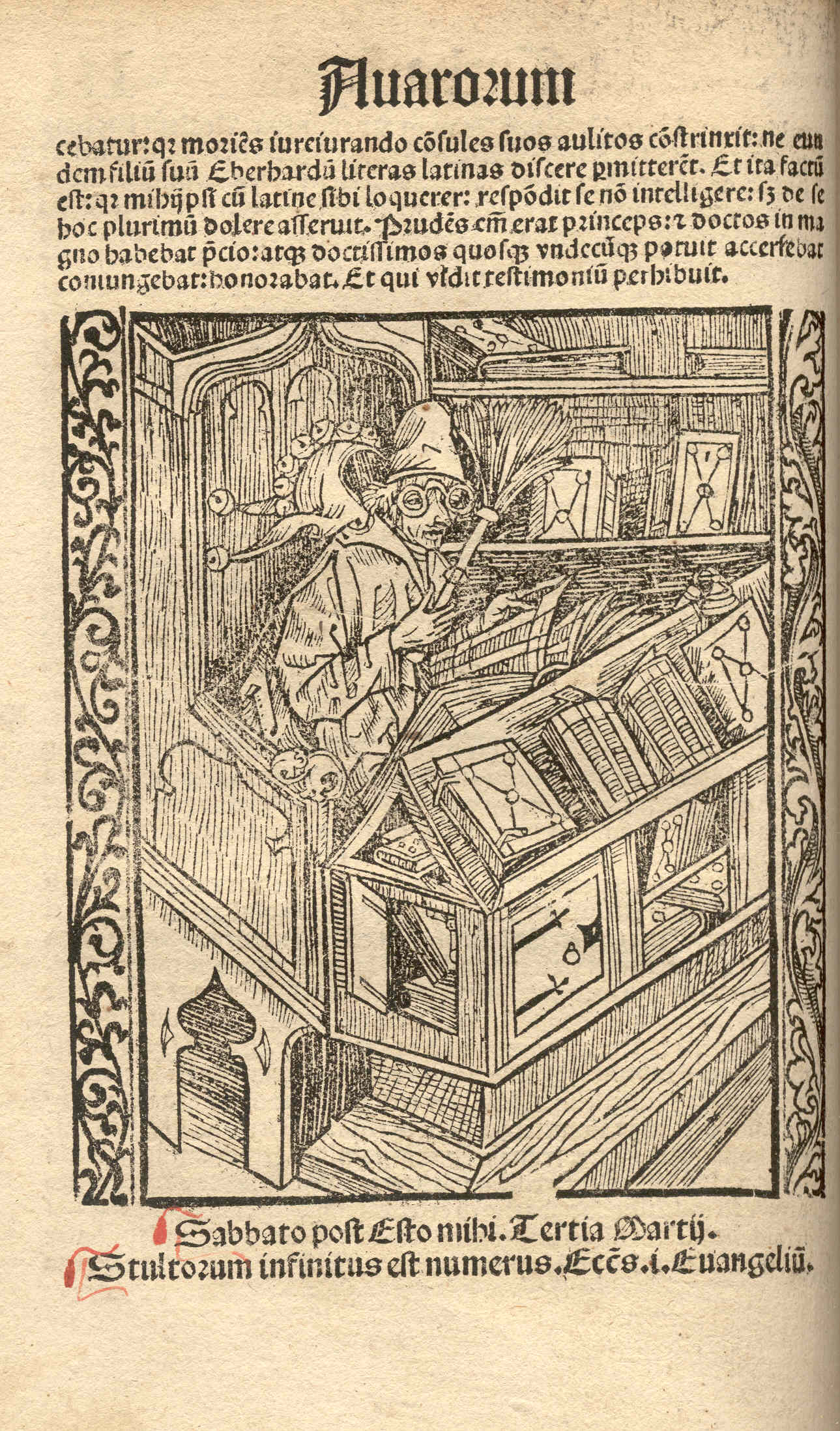
Johann Geiler von Kaysersberg: Navicula sive Speculum fatuorum. Straßburg 1510

Ab dem 1. Januar 1501 bis etwa 1520 gedruckte Schriften werden als Postinkunabeln oder Frühdrucke bezeichnet; manchmal wird der Begriff auch auf den Zeitraum bis 1530 oder 1550 ausgedehnt.

### Postinkunabel
Eine der bekanntesten Postinkunabeln ist der von Kaiser Maximilian I. gemeinsam mit zwei Hofleuten verfasste Theuerdank, in dem der Kaiser selbst der Held ist; das illustrierte Werk wurde 1517 von Propst Melchior Pfintzing in Nürnberg herausgegeben und erfuhr bereits 1519 die zweite Auflage. Der Kaiser verherrlichte sich in diesem Werk, weil er den propagandistischen Wert des Buchdrucks erkannte; seine der eigenen, eher konservativen Reichspolitik dienenden Kundgebungen hatte er durchweg im Druck vervielfältigen lassen. Während der Zeit der Reformation bekam der Buchdruck anschließend zum ersten Mal in seiner Geschichte Gelegenheit, Kampf- wie Aufklärungsmittel auch für neue Ideen zu sein.
Bis 1520 ähnelten viele Frühdrucke in ihrem Erscheinungsbild noch sehr ihren Vorgängern aus dem Jahrhundert zuvor. Vielerorts wurden erfolgreiche Titel, wie z. B. das Straßburger Heldenbuch, neu gedruckt und dabei zunächst noch in ihrer älteren Form belassen; lateinische Übersetzungen von in ihrer Landessprache erfolgreichen Werken, wie zum Beispiel des Reynke de vos oder Sebastian Brants Narrenschyff, eröffneten den Büchern einen europäischen Markt.

### Ausblick ins 16. Jahrhundert
Im 16. Jahrhundert erweiterte sich die Leserschaft unaufhaltsam, und um 1550 gab es im städtischen Milieu in Europa bereits ein begeistertes Lesepublikum, wobei die Leser nicht immer auch schreiben konnten. Frühdrucke dokumentieren in Inhalt, Druck und Ausstattung die Rasanz, mit der die technische Entwicklung im Buchdruck zu Beginn des 16. Jahrhunderts voranging – mit kleineren und handlicheren (und auch: preisgünstigen) Formaten, auf der Basis sich verbessernder Gusstechniken und Legierungen, damit auch schlanker werdender Typografien und der nunmehr sorgfältigen Ausgestaltung von Titelblättern als Anreiz für den Käufer. Mit der Präferenz des Textes verdeutlichen die Drucke der ersten Jahrzehnte des 16. Jahrhunderts den Sieg des gedruckten Wortes über das Bild, das, in der reduzierten Form des Drucks verbreitet, sich als Illustration dem Text unterordnete und die gemalte Pracht der Handschriften in die Nische verwies. Typografen, wie zum Beispiel Francesco Torniello, suchten wie die Künstler nach der idealen Form. Der Buchdruck des 15. Jahrhunderts und des frühen 16. Jahrhunderts in Europa repräsentiert eine einmalige Kongruenz von Ästhetik und Technik.

## Wertungen
Der Wert der Inkunabeln ist seit langem bekannt; sie sind als Zimelien bei Sammlern hochbegehrt, werden als solche von den Bibliotheken gehütet und von den Philologen und Historikern als Quellen geschätzt. Seit den 1990er Jahren begannen auf dem internationalen Markt für alte Schriften die Preise auch für Inkunabeln ins Astronomische zu steigen; so verkaufte ein internationales Auktionshaus im Jahr 2002 einen keineswegs einmaligen Druck von Peter Schöffer und Johannes Fust für eine halbe Million Pfund. Zu Beginn des 21. Jahrhunderts tauchten auch verstärkt illustrierte Einzelblätter auf, zunehmend insbesondere auf den internationalen Online-Marktplätzen. Seither wird von Wissenschaftlern, Archivaren und Bibliothekaren gegenüber dem Handel immer wieder der Vorwurf erhoben, alte und seltene Bücher zum Zwecke des profitableren Absatzes von Einzelblättern „aufzubrechen“.
Inkunabeln und Frühdrucke sind für die europäische Geschichte, nicht nur für die des Geistes, ein Kulturgut ersten Ranges. Victor Hugo schrieb hierzu:

„Die Erfindung der Buchdruckerkunst ist das größte Ereignis der Geschichte, die Mutter aller Revolutionen. Sie gab der Menschheit ein neues Ausdrucksmittel für neue Gedanken. Der Geist verwarf die alte Form und griff nach einer anderen; er häutete sich völlig und endgültig wie die Schlange, die seit Adam sein Sinnbild ist.
Als gedrucktes Wort ist der Gedanke unvergänglicher denn je. Es sind ihm Flügel gewachsen; er ist ungreifbar, unzerstörbar geworden. In den Zeiten der Baukunst häufte er Berge auf und bemächtigte sich gewaltsam eines Jahrhunderts und eines Ortes: Jetzt gesellt er sich den Vögeln, zerstreut sich in alle vier Winde und ist überall gegenwärtig.“

## Verzeichnisse
Nach Zählung 2008 der weltweit erhaltenen Bestände haben sich zwischen 28.000 und 30.000 verschiedene Werke in den Inkunabeln erhalten, von denen sich ungefähr 125.000 Einzelexemplare 2008 in Deutschland befanden.
Der erste überlieferte gedruckte Katalog einer Sammlung von Inkunabeln, der Catalogus librorum proximis ab inventione annis usque ad a. Chr. 1500 editorum der Nürnberger Stadtbibliothek, wurde erstmals 1643 von Johannes Saubert d. Ä. erwähnt. Im 18. Jahrhundert fasste Georg Wolfgang Panzer in den ersten fünf Bänden seines Monumentalwerks Annales typographici, erschienen in Nürnberg 1793 bis 1797, die Druckwerke des 15. Jahrhunderts zusammen. Ab 1800 begannen Bibliothekare, in älteren Bücherverzeichnissen die Drucke aus dem 15. Jahrhundert zu markieren oder als handschriftlichen Appendix gesondert zu erfassen. Im Laufe des 19. Jahrhunderts verstärkte sich das Interesse der Sammler und zunehmend auch der Forscher an den Inkunabeln; das Ansinnen, sich einen Überblick über die aus der Frühphase des Buchdrucks überkommenen Druckwerke zu verschaffen, führte zu einer Reihe von Verzeichnissen. Das bekannteste und für die im 20. Jahrhundert begonnene systematische Erfassung grundlegende wurde das Repertorium bibliographicum von Ludwig Hain, das zwischen 1826 und 1838 entstand und 16.299 Titel aufführte.
Sämtliche Drucke des 15. Jahrhunderts (mit Standortnachweisen) werden in alphabetischer Reihenfolge im Gesamtkatalog der Wiegendrucke (GW) verzeichnet, der seit 1925 im Hiersemann Verlag sukzessive erscheint. Die Redaktion des GW erfolgt in der Staatsbibliothek zu Berlin, die eine Datenbank mit Zugriff auch auf die bisher im Druck noch nicht veröffentlichten Materialien erstellt hat.
Die Inkunabeln des deutschen Sprach- und Kulturraums fallen im Rahmen der Sammlung Deutscher Drucke in den Aufgabenbereich der Bayerischen Staatsbibliothek, die selbst 16.785 Exemplare bei 9573 Titeln hält. Die Bibliothek erarbeitet dazu einen eigenen Inkunabelkatalog sowie den Inkunabel-Census für die Bundesrepublik Deutschland. Außerdem unterhält sie für Einblattdrucke die Datenbank Einblattdrucke der Frühen Neuzeit und arbeitet am internationalen Incunabula Short Title Catalogue (ISTC) mit. Der ISTC wird von der British Library in London geführt und ist mit etwa 28.000 Titeln die weltweit größte Datenbank für Inkunabeln. INKA, das Inkunabelverzeichnis deutscher Bibliotheken, wird durch die Universitätsbibliothek Tübingen betreut und weist aktuell 70721 Exemplare nach.
Aufbauend auf den oben genannten Ressourcen ist seit Mitte des Jahres 2005 die Verteilte Digitale Inkunabelbibliothek online, in der gut 1000 Inkunabeln aus den Beständen der Universitäts- und Stadtbibliothek Köln sowie der Herzog August Bibliothek als Digitalisate vorliegen.

## Verteilung nach Orten und Sprache

Druckorte von Inkunabeln
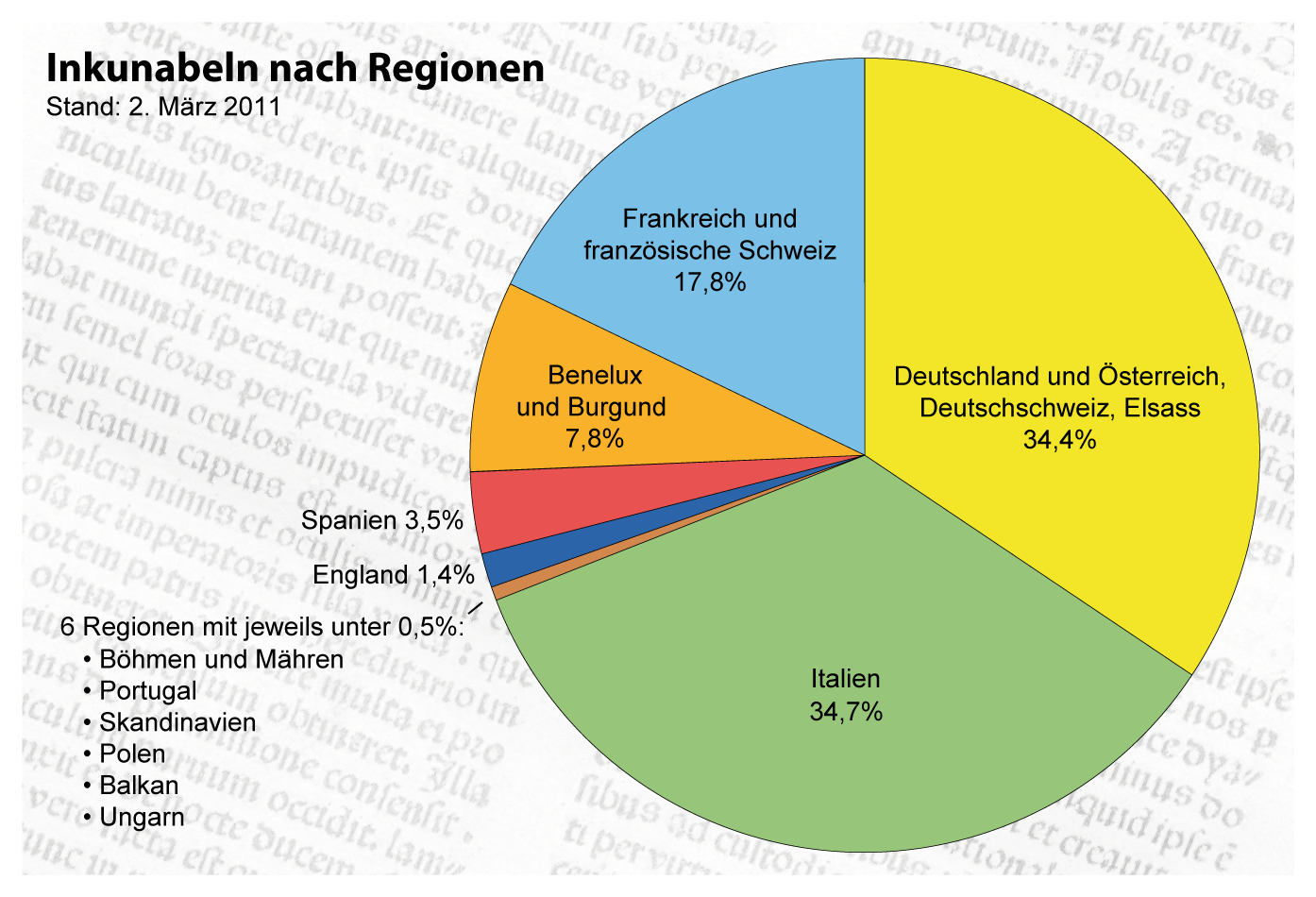
Inkunabeln nach Region
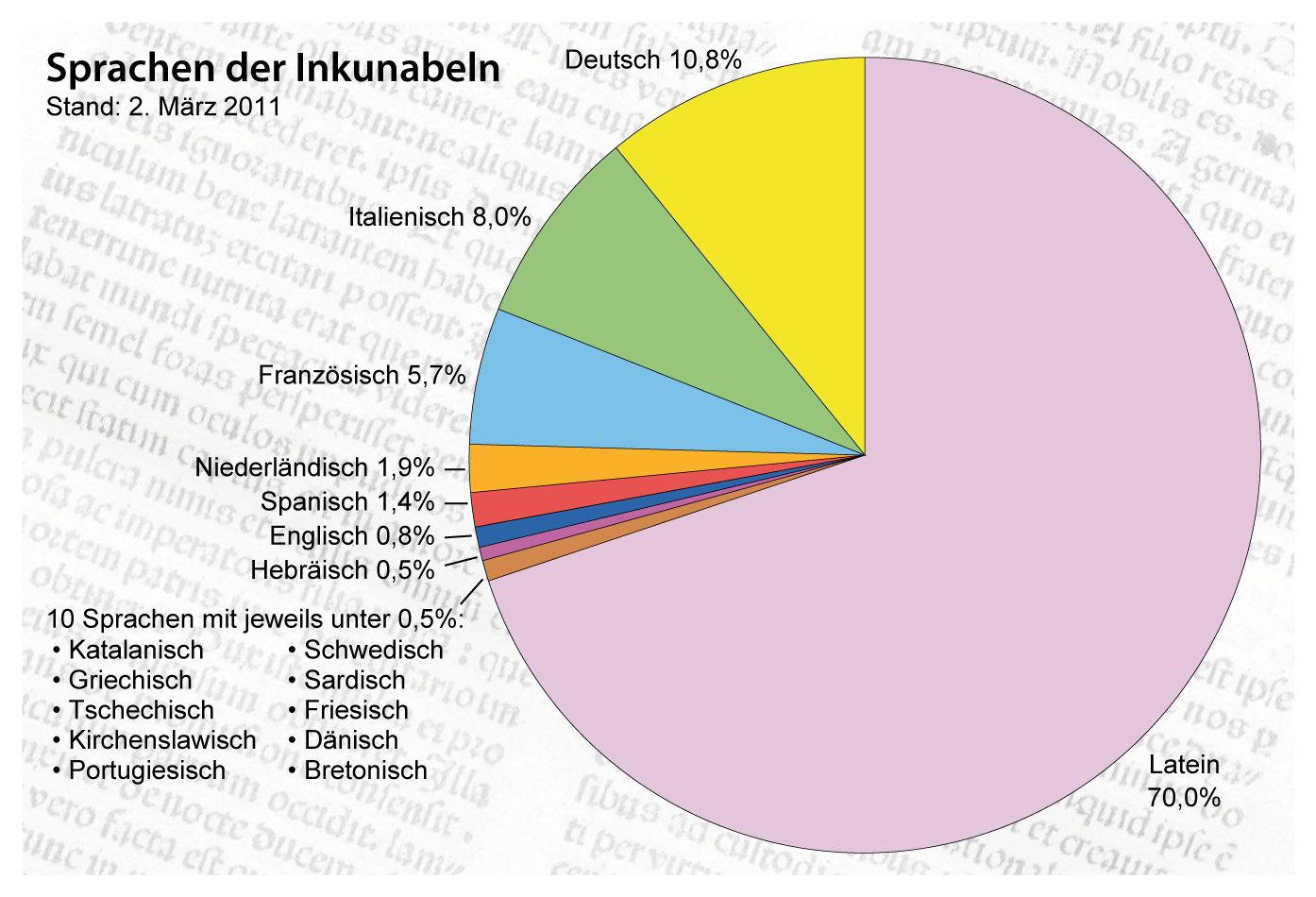
Inkunabeln nach Sprache

Die graphischen Darstellungen beruhen auf dem Datensatz des Incunabula Short Title Catalogue.